# Усенов, Жандос Жолдасович
Жандос Жолдасович Усенов (21 февраля 1960, Аральск, Кызылординская область) — казахстанский шашечный деятель, тренер, спортсмен, арбитр. Заслуженный тренер Республики Казахстан по шашкам. Мастер ФМЖД. Международный арбитр. С 2002 года — вице-президент Азиатской федерации шашек, с 2006 — вице-президент Всемирной федерации шашек.
Участник первого Чемпионата мира по международным шашкам в быстрые шашки (18 место), Чемпионата Азии по международным шашкам 2003 года (4 место)